# Зона термічного впливу

Будова шва: 1 — метал шва, 2 — зона сплавлювання, 3 — зона термічного впливу, 4 — основний метал

Зо́на термі́чного впли́ву (ЗТВ) — це ділянка основного металу зварного з'єднання, розташована біля металу шва, структура і властивості якої змінилися в результаті нагрівання під час зварювання чи наплавлення.
Зона термічного впливу складається з декількох структурних ділянок, які відрізняються за формою і будовою зерен.
- Неповного розплавлення
- Перегріву
- Нормалізації
- Неповної перекристалізації
- Рекристалізації
- Синьоламкості

Неповне розплавлення — знаходиться у твердо-рідкому стані та визначає якість зварного з'єднання. В даній зоні проходить сплавлення основного металу з металом шва. Температура в зоні вища за температуру плавлення металу(1500 °C).
Перегрів — область основного, сильно нагрітого металу з крупно зернистою структурою і зниженими механічними властивостями. В цій зоні можливе утворення гартованих структур. Температура коливається від 1100 °C до 1500 °C.
Нормалізація — область основного металу в якій утворюється дрібнозерниста структура з найвищими механічними властивостями. Температура коливається в межах 930–1100 °C.
Неповної перекристалізації — область основного металу в якій навколо крупнозернистої структури утворюються дрібнозерниста, в результаті перекристалізації. Температура коливається в межах 720–930 °C.
Рекристалізація — частина основного металу для якої характерним є відновлювання форми та розмірів зруйнованих зерен металу, що раніше зазнав обробки тиском. Температура коливається в межах 450–720 °C.
Синьоламкості — видимих структурних змін немає, але характеризується зниженням пластичних властивостей. Температура коливається в межах 200–450 °C
Для покращення властивостей і структури металу шва біляшовної зони використовують гаряче проковування металу шва і частину основного металу, яку нагріли, відразу після зварювання. Також проводять загальну термообробку в печах з подальшим повільним охолодженням.
Ширина Зони термічного впливу залежить від способу та режимів зварювання і становить:
— при ручному дуговому зварюванні 3-6 мм;
— при зварюванні під флюсом 2-4 мм;
— при зварюванні в захисних газах 1-3 мм;
— при електрошлаковому зварюванні 11-14 мм;
— при газовому зварюванні 8-28 мм.
Також ширина ЗТВ збільшується при збільшенні режимів зварювання і зменшується з підвищенням швидкості зварювання.